# Symplocos versicolor
Symplocos versicolor là một loài thực vật thuộc họ Symplocaceae. Đây là loài đặc hữu của Sri Lanka.